# Alexandru Glatz
Alexandru Glatz (n. 14 aprilie 1882, Craiova – d. 7 februarie 1953, Sighet) a fost un militar de carieră (general de divizie) și diplomat român, din 1933 secretar general la Ministerul Apărării Naționale. El a fost descendent (nepot) din familia baronului Julius von Glatz (se pare că acesta s-a stabilit în România odată cu venirea regelui Carol I în țară).

## Biografie
După absolvirea Liceului “Carol I” din Craiova, urmează cursurile Școlii de Ofițeri de Artilerie și Geniu (1901-1903) și pe cele ale Școlii de Aplicație de Artilerie și Geniu.
Își începe activitatea ca sublocotenet (1903) în cadrul Regimentului 9 Artilerie. În anul 1909 este ridicat la rangul de locotenet și transferat în cadrul Regimentului 1 Cetate. Urmează cursurile Școlii de Tragere a Artileriei de la Constanța (11 iulie - 18 august 1911) și activează în mai multe unități militare: Brigada 1 Artilerie, Regimentul 1 Artilerie “Regele Carol”. La data de 1 aprilie 1913 este numit căpitan și transferat în cadrul Brigăzii 2 Artilerie cu care participă la Campania din Bulgaria din timpul Celui de al Doilea Război Balcanic. În același an a început studiile la Școala Superioară de Război.
La începutul Primului Război Mondial participă alături de Regimentul 21 Artilerie la luptele duse de armata română. În anul 1917 este ridicat la gradul de maior și transferat în cadrul Biroului de Informații de pe lângă Comandamentul Armatei a II-a. În perioada 1918-1920 lucrează la Marele Stat Major și la Școala Superioară de Război. La 1 aprilie 1919 este avansat la gradul de locotenet-colonel. În anul 1920 este numit atașat militar al României în Turcia, unde desfășoară o importantă activitate de culegere de date pe toată perioada conflictului greco-turc, dar și a unor informații legate de politica noului stat bolșevic.
Glatz este ridicat la gradul de colonel prin Înaltul Decret Regal nr. 1525 din iunie 1921, numit șef al serviciului de informații al armatei, mai târziu Diviziunea II (cu secția informații și contrainformații).. O altă activitate importantă care a revenit lui Alexandru Glatz a fost recuperarea bunurilor aparținând statului român care au fost scoase din țară de către turci în timpul ocupației din timpul Primului Razboi Mondial.
La întoarcerea în țară (1 ianuarie 1922) primește comanda Regimentului 34 Obuziere. După o perioadă de un an (1924-1925), în care ocupă funcția de Șef al Statului Major al Diviziei 17 Infanterie, Alexandru Glatz este rechemat în structurile Marelui Stat Major al Armatei Române. În anul 1930 este numit comandant al Brigăzii 2 Artilerie. La data de 15 aprilie 1933 este ridicat la gradul de general de brigadă, iar câteva luni mai târziu pe 16 noiembrie, este numit secretar general al Ministerului Apărării, funcție pe care o ocupă patru ani. Datorită calităților excepționale dovedite pe parcursul activității desfășurate de-a lungul întregii cariere militare Glatz este numit la 7 aprilie 1937 subsecretar de stat în Ministerul Apărării Naționale, funcție, care o deține până la 12 octombrie 1938. Pe acest post este avansat la data de 1 iunie 1938 la gradul de general de divizie.  La cererea sa, la data de 1 iulie 1940, este pensionat.
Odată cu venirea la putere a autorităților comuniste generalul a fost încarcerat: La 1 august 1950, în cadrul celui de-al treilea lot de demnitari, Glatz a fost arestat împreună cu, între alții, fostul subsecretar de stat la Ministerul de Finanțe, Zamfir Brătescu, Dimitrie Burileanu dar și alți înalți ofițeri ai armatei române. El a fost condamnat la 2 ani muncă silnică în lagăr printr-o decizie a M.A.I. Căpitanul de securitate Eugen Dascăl, de la Direcția Regională a Securității Statului Baia Mare, a confirmat D.G.S.P., la 20 martie 1951, depunerea generalului Alexandru Glatz la locul ordonat [penitenciarul Sighet]. Glatz a murit acolo în urma unor schingiuiri prelungite.

## Medalii și Decorații
- 1906 - Medalia Jubiliară „Carol I”,
- 1913 - Medalia „Avântul Țării”,
- 1913 - Ordinul Coroana României cl. a V-a,
- 1917 - Ordinul național „Steaua României” cl. a V-a cu Spade,
- 1918 - Crucea Comemorativă a Războiului 1916-1918,
- 1917 - Ordinul rusesc „Sfântul Stanislav" cu Spade, în grad de Ofițer,
- 1927 - Ordinul Coroana României în grad de Comandor,
- Ordinul Francez „Legiunea de onoare” în grad de ofițer.